# كيم بونغ جو
كيم بونغ جو مواليد 1 أكتوبر 1964 في كوريا الجنوبية، هو لاعب كرة قدم كوري جنوبي دولي سابق كان يلعب كحارس مرمى. سبق له أن لعب في كأس العالم لكرة القدم مع منتخب بلاده.

## المسيرة الاحترافية

### أندية لعب لها
- نادي بوسان أي بارك

## روابط خارجية
- كيم بونغ جو على موقع الاتحاد الدولي (مؤرشف)  (الإنجليزية)
- كيم بونغ جو على موقع دوري كوريا الجنوبية (الإنجليزية)
- كيم بونغ جو على موقع ناشيونال فوتبول تيمز (الإنجليزية)
- كيم بونغ جو على موقع أوليمبيديا (الإنجليزية)